# Mohamed Nazim Khan
Mohamed Nazim Khan (* 27. Juni 1993) ist ein ehemaliger malaysischer Tennisspieler.

## Karriere
Nach wenigen Turnieren, die Mohamed Nazim Khan auf der ITF Junior Tour spielte, auf der er 2010 mit Platz 565 seine beste Platzierung erreicht hatte, kam er in seinem Heimatland in Kuala Lumpur zu seinem einzigen Match auf der höchsten Turnierebene, der ATP Tour. Mit dem Russen Nikolai Dawydenko spielte er dank einer Wildcard in der Doppelkonkurrenz. Die beiden verloren zum Auftakt gegen Andrei Golubew und Denis Istomin in zwei Sätzen. Darüber hinaus spielte er noch bis 2012 einige wenige Turniere auf der ITF Future Tour, ehe er seinen sich vom Turnierbetrieb zurückzog. Lediglich ein Match im Einzel und Doppel konnte er gewinnen. In der Weltrangliste war er damit dennoch einmal platziert.
Khan spielte im Jahr 2011 in drei Begegnungen für die malaysische Davis-Cup-Mannschaft, wo er ein Match gewann und zwei verlor.